# Анафесто, Паоло Лучио
Паоло Лучио Анафесто (также Паолуччо Анафесто и Павликий Анафест; лат. Paulus Lucius Anafestus, Paulucius/Paulicius Anafestus, итал. Paoluccio  Anafesto; умер в 717) — согласно ранним источникам, правивший с 697, 706, или 712—714 года первый венецианский дож. Одни современные авторы ставят под сомнение возможность его существования, отождествляя этого человека с другими, в частности с лангобардским герцогом Тревизо или официальным лицом (консулом/ипатом) Византии, хотя другие считают возможным существование дожа именно в этот период.

## Биография согласно ранним источникам и хроникам
Наиболее ранние из известных источников передавали имя дожа как Paulicio (Пауличио), но последующие работы стали передавать его как Paoluccio (Паоло Лучио или Паолуччио) с добавлением к нему фамилии Анафесто. По мнению генеалогов, именно её изначально носили представители знатной венецианской семьи Фальер.
Детали биографии дожа известны мало. В ранней истории Венеции тесно переплетены правда и вымысел, а по мнению французского историка Ж.-К. Оке и вовсе ни один город мира не может сравниться по таинственности своего происхождения и ранней истории с Венецией. История города вплоть до XI века остаётся крайне малоизученной в историографии. Согласно венецианскому историку XI века Джованни Диаконо, до того, как стать властителем будущей республики, Паоло Лучио был жителем основанной в годы правления императора Ираклия I (610—641) Гераклеи, «морской столицы» дуката Венеция. В те годы ежегодно проводились собрания трибунов, которые, по словам Джованни, занимались «определением правосудия», хотя в действительности их задачи были значительно обширнее. Однако однажды их работы оказалось уже недостаточно для того, чтобы «сдержать натиск варваров», в связи с чем трибуны приняли единогласное решение избрать из своих рядов герцога (дукса или, на местном итальянском диалекте, дожа), за которым закрепились бы широкие полномочия и обширная власть.
Джованни описывает происходившее в городе как избирательное собрание жителей Венецианской лагуны по призыву патриарха города Градо. В нём участвовали все имеющие право голоса венецианцы, а также сам патриарх и епископы. Вместе они решили избрать Паоло Лучио, которого источники описывают как «очень опытного и прославленного». Собрание поклялось ему в верности и назначило герцогом Гераклеи. Фактически это привело к тому, что Паоло Лучио стал первым из 119 венецианских дожей. Согласно Джованни, это событие произошло «во времена императора Анастасия и короля лангобардов Лиутпранда», с которым дож позже заключил мирный договор, то есть между 713 и 715 годами. В то же время более поздние авторы писали о том, что событие произошло раньше, — в 706 или даже в 697 году. Последняя из дат указана в «Chronica extensa» дожа Андреа Дандоло. Она является первой официальной историей Венецианской республики и в общем случае более точна в датах, нежели работа Джованни.
Правитель региона властвовал над ним достаточно уравновешенно, однако у него был постоянный и сильный конфликт с патриархом Градо. Заключив договор с Лиутпрандом, он определил границы Гераклеи на годы вперёд. Это было важным прецедентом, в дальнейшим подтверждённым новым королём Айстульфом. Более о Паоло Лучио ничего неизвестно кроме того, что он скончался после 20 лет и 6 месяцев правления. По наиболее вероятной, по словам медиевиста Джорджио Равегнани, из хронологий речь идёт о 717 годе. Паоло Лучио похоронили в Гераклее. Скончался он, согласно Равегнани, «видимо, естественной смертью», что не является общепризнанным мнением. В частности в Chronicon Altinate утверждается, что против дожа поднялось восстание во главе с властителями Маламокко и Эквилио, которые якобы смогли захватить Гераклею, поджечь её и убить дожа с семьёй, из которой выжил лишь священник, у которого родились два сына, что продолжили род. Преемником Паоло Лучио стал герцог Марчелло Тегаллиано.

## Вопрос историчности
Паоло Лучио упоминается во всех четырёх ранних перечнях Венецианской республики как первый дож. В каждой из них о нём говорится очень кратко, а порой и вовсе только лишь называется срок его правления. Все эти перечни, так или иначе, восходят к одному общему источнику. Начиная с XX века в историографии историчность данного дожа находится под сомнением. Ярую критику выдал историк начала века Чесси Роберто, который поставил под сомнение факт существования не только первого, но и второго дожа, считая правильным начинать отчёт с третьего, Орсо, которого избрали после восстания против Византии в 726 году из-за иконоборческого эдикта, который Лев III ввёл в Италии. Католицизм, распространённый в Венеции, же считает иконопоклонничество богоугодным деянием. Чесси напрямую называл всю историю становления дожа вымыслом, который всё же опирается на реальные эпизоды: факт вторжения лангобардов, наличие в ранней Венеции института трибунов и появление в некий отрезок времени дожей, перечисление которых так или иначе становится достоверным. Однако власть Византии над регионом в этих работах замалчивается (историки описывали Венецию как государство, которое с самого своего становления обладало независимостью от Византии), что делает истории из них нереалистичными и фантастическими. Процедуру начала самого избрания дожа Чесси датировал двумя столетиями позже.
Ещё более современная интерпретация происходящего (впервые её предложил Карло Гвидо Мор, а затем подхватил Стефано Гаспари), де-факто называет Паоло Лучио под именем Паулиций лангобардским герцогом Тревизо, то есть «варварским» властителем, а заключённое соглашение — логичным разделением власти между провинциями в составе одного королевства. Она же называет его «преемника» Тегаллиано его «собеседником с венецианской стороны». Впервые последний упоминается в «Pactum Lotharii», договоре, заключённом в 840 году между императором Лотарем I и дожем Пьетро Традонико с целью урегулирования отношений между жителями герцогства и жителями Италийского королевства. В этом документе рассказывается о делимитации границ по соглашению, заключённому между королевством Лангобардов и венецианским герцогом во времена короля Лиутпранда. При этом со стороны лангобардов выступает герцог Паулиций, а со стороны Венеции — военный магистр Марцелл. Позже этот договор подтвердил король Айстульф, и он действовал и в годы правления Лотаря. Знавший об этом пакте Джованни Диаконо представил данных людей как первого и второго дожей Венеции, а за ним это подхватили Андреа Дандоло и дальнейшие авторы.
Впрочем, в историографии существуют и другие мнения — американский медиевист, специализировавшийся на истории Венеции, Фредерик Лейн, отнёс возникновение института дожей и «отдельного военного округа» к 697 году и посчитал «вполне возможным», что жители могли сами избрать себе дожа без участия византийцев в процессе. Однако он всё же отметил, что Венеция однозначно была частью империи и годами позже, после захвата Равенны лангобардами в 751 году и даже после завоевания Италии Карлом Великим. По предположению медиевиста Томаса Мэддена, этот человек мог быть ипатом (консулом) от Византии, который стал править Венецией обособленно от других фем, в связи с чем в хрониках его и называют первым дожем. Некоторые авторы, например Дж. Равегнани и Дж. Норвич, отождествили его с Паулицием (Павлом), экзархом Равенны.